# القسطل (حماة)
القسطل قرية سورية تتبع ناحية عقيربات في منطقة سلمية في محافظة حماة. بلغ عدد سكانها 1919 نسمة في عام 2004 حسب إحصاء المكتب المركزي للإحصاء.
سميت القرية بهذا الاسم نسبة للقسطل (انبوب) الروماني الموجود فيها. وهي قرية بثلاث أجزاء: الشمالي والجنوبي الوسطاني. الجزء الشمالي يحوي قلعة أثرية صغيرة. والوسطاني حيث يوجد القسطل الروماني.
تعتمد القرية اقتصاديا على التبادل التجاري مع مدينة السلمية ونواحيها. تتميز القرية نسبة الجيل المتعلم المرتفعة مقارنة بالريف السوري بشكل عام. حيث وصلت النسبة إلى 62% من القاصرين. وتحوي عدة مدارس.
اقتصاديا تعتمد القرية على الثروة الحيوانية بشكل رئيسي والزراعة بدرجة أقل.

## وصلات خارجية
- الوحدات الإدارية في محافظة حماة